# Quisqueya (municipio)
Quisqueya es un municipio de la República Dominicana, que está situado en la provincia de San Pedro de Macorís.

## Geografía
El municipio está situado al noroeste de la provincia de San Pedro de Macorís. 

## Límites
Municipios limítrofes:
|                   | Norte: Los Llanos y Hato Mayor                     |                                         |
| Oeste: Los Llanos |                                                    | Este: Hato Mayor y San Pedro de Macorís |
|                   | Sur: Los Llanos, Guayacanes y San Pedro de Macorís |                                         |

## Distritos municipales
Está formado por el distrito municipal de:
| Nombre    | Código   |
| --------- | -------- |
| Quisqueya | 09230501 |

## Hidrografía
Cuenta con los ríos el Caño, Gengibral, Batey El Uno, y las cuencas del río Higuamo, entre otros afluentes del río Higuamo.

## Historia

### Industria Azucarera

#### Introducción
La industria azucarera moderna aparece en la República Dominicana luego de una masiva inmigración de exiliados cubanos que llegan al país a causa de la primera guerra de independencia de ese país, que comenzó en 1868 y se extendió hasta 1878. Algunos de esos allegados tuvieron la iniciativa de invertir sus capitales traídos en la compra de tierras para hacer plantaciones de caña y construir molinos industriales para fabricar azúcar en forma moderna, es decir utilizando maquinarias de vapor y empleando ferrocarriles para transportar la caña.

#### Ingeniero Quisqueya
La apertura y construcción de esos centrales azucareros comenzó en el sur y en el este que era donde la tierra era más barata. Es aquí cuando en uno de esos inmigrantes de nombre Juan de Castro, surge la idea de fundar el ingenio Quisqueya en el año 1892 en unos terrenos pertenecientes en ese entonces a la común de San José de Los Llanos, convirtiéndose en el segundo del Distrito Marítimo de San Pedro de Macorís después del Ingenio Consuelo.
A principios del siglo XX la comercialización del azúcar tenía una marcada reorientación hacia el mercado norteamericano, instalándose en nuestro territorio inversionistas de ese país, quienes superaron en tecnología y métodos a los cubanos. Esto motivó a que algunos ingenios entre ellos el ingenio Quisqueya pasaran a la “West Indies Sugar Company” y que posteriormente con el proceso de monopolización Trujillista pasara a formar parte del estado en el año 1956. Caída la tiranía en el año 1961 se crea unos años más tarde en el año 1966, el Consejo Estatal del Azúcar (CEA) entrando el Ingenio Quisqueya con otros tantos más a formar parte de este importante emporio.
Este central azucarero, como los demás disfrutó de aquellos momentos de gloria como por ejemplo la famosa “Danza de los Millones” de los años 1918 y 1920, motivado por el aumento del precio del azúcar en el mercado internacional; a pesar de esta bonanza resultar muy efímera. También para la década de 1970,  la industria azucarera vuelve a ocupar un sitial importante hasta ser considerada como la espina dorsal de nuestra economía.
A lo largo de su existencia alta y baja ha tenido esta industria; por eso en la década de los años 1980, se vio avecinar una próxima caída. El malestar continuó su derrotero hasta desplomarse por completo a mediado y final de la década de 1990.
La población del Municipio Quisqueya tenía por tradición el trabajo de la caña, mediante industria azucarera, lo cual cambió con la Reforma de las empresas del Estado de 1997. Fruto del desarrollo y crecimiento de la población, este municipio ha tenido que vivir de otros medios como el de la minería, industria alcohólica y además del turismo trasladándose hacia la zona turística de Juan Dolio y Bávaro.

#### Última zafra y cierre del Ingenio Quisqueya (1995-1996)
Culminada esta memorable Zafra, cae ese gran coloso centenario luego de un largo batallar. Sostén de generaciones que hacían vida tanto en el área urbana o Batey Central en donde se industrializaba esa jugosa y dulce herbácea, como en los pequeños poblados rurales o bateyes cañeros en donde estaban las plantaciones. Fuente de numerosos empleos: Directos e indirectos, fijos y temporales.
El Ingenio Quisqueya , pasó a ser municipio en aplicación de la ley 217-98 del 1 de julio de 1998, promulgada por el presidente Dr. Leonel Fernández.

## Economía
Los medios de producción de empleos son diversos, aunque siguen dependiendo de la caña de azúcar por tradición, pese a que la estructura física de este ingenio ha desaparecido. Otras actividades importantes son el pastoreo de ganado, el comercio que se genera en el municipio y la agricultura de subsistencia. Además el Municipio tiene una gama de empresas a su alrededor, como son industrias de cementos, de alcohol, una zona franca, además aporta una gran mano de obra en la industria azucarera de pueblos aledaños.

### Industrias
El municipio Quisqueya tiene un Parque Industrial de Zona Franca, aunque de función temporal; el Complejo Industrial Quisqueya (CIQ); la destilería de Ron Barceló BEICA, el Parque Industrial de Zona Franca San José, con proyección a un Ingenio Azucarero Automatizado; una Planta de Cogeneración Eléctrica y una deshidratadora de Etanol. 

## Educación
La educación de este municipio está en manos del Estado, así como también de colegios privados. Existen colegios o centros educativos de básica, y un centro educativo de educación media, los cuales pertenecen al Estado sin incluir los que pertenecen a las secciones o parajes. Suman 19 centros educativos. Los bachilleres de este municipio al terminar la educación media se dirigen a las diferentes universidades del país, específicamente a las de San Pedro de Macoris, Santo Domingo y La Romana.

## Salud
Cuenta con el hospital Doctor Luis N. Beras, que pertenece al Instituto Dominicano de Seguros Sociales (IDSS).

## Transporte y Comunicaciones
Diferentes carreteras unen a Quisqueya con San José de los Llanos, San Pedro de Macorís y Consuelo. Esta comunidad se beneficia del proyecto Conectividad Rural de Banda Ancha que ejecutan en el país la compañía Dominicana de Teléfonos (Codetel) y el Instituto Dominicano de las Telecomunicaciones (Indotel).

## Deporte
El municipio ha sido un generador de una cantidad considerable de deportistas, tanto en a nivel aficionado como profesional. La historia deportiva de este municipio se ha desarrollado tanto en el pasado reciente, así como en la actualidad. Los deportes más practicados en este pueblo son el béisbol, el baloncesto, softball, voleibol, entre otros.

## Festividades
- Fiestas Patronales: La tradición más antigua es las fiestas patronales, que se hacen en honor a la Virgen de la Caridad del Cobre, las cuales duran nueve días. Las fiesta patronales además de presentar artistas populares también hace la ya famosa corrida de toros.
- Premio  El Caña de Oro: Existe una fundación llamada la Fundación Cultural Quisqueya, la cual premia la labor social de los diferentes munícipes, con el premio El Caña de Oro.

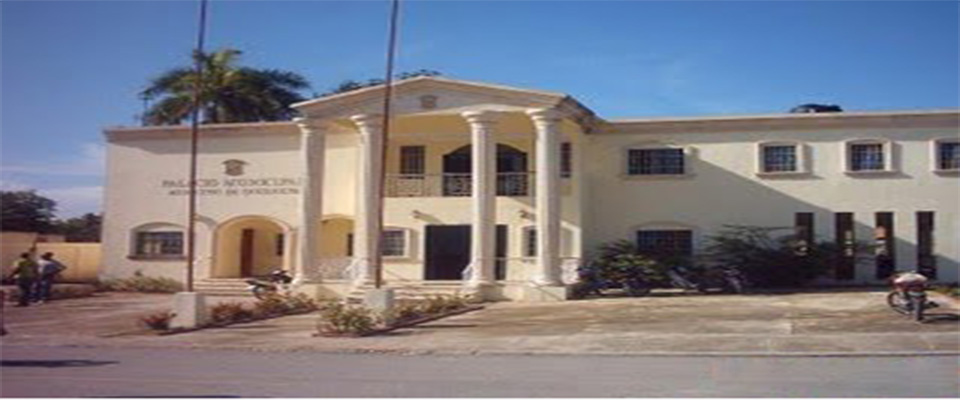
Fuente: Ayuntamiento Municipal Quisqueya

- Semana Santa, en la que es tradicional los llamados Ga-Ga, esta tradición mágico-religiosa es una mezcla de la cultura haitiana que un baile al ritmo de llamado fututo  - especie de instrumento de viento - y tambores se baila en todas las calles del pueblo. Esta tradición del Ga-Ga ha sido un poco desplazada por lo violenta que en ciertas ocasiones se tornan.

## Lugares de Interés

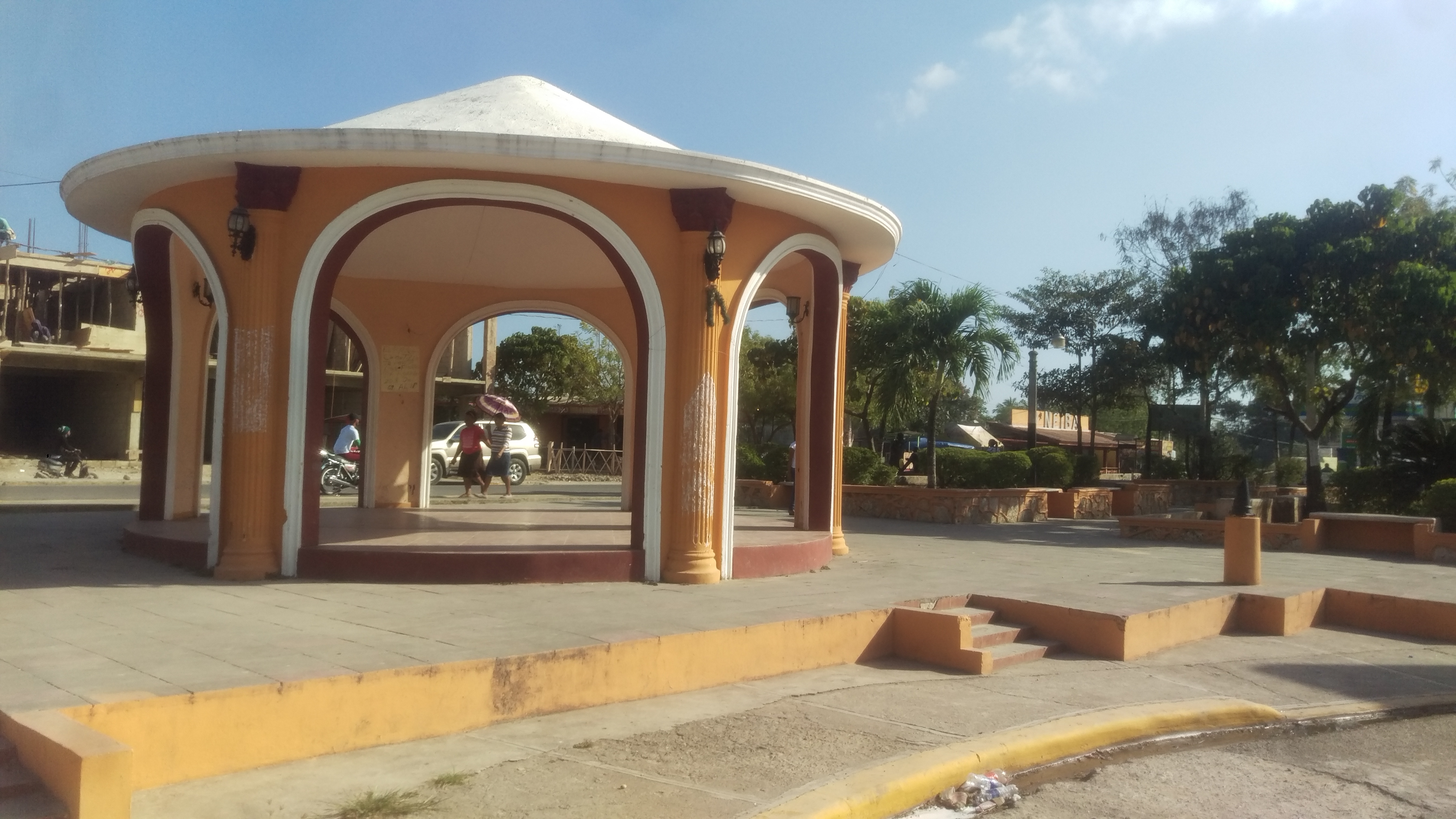
Glorieta Parque Central

- Ruinas del desaparecido Ingenio Quisqueya.
- Riachuelo el Caño, Río Gengibral, Batey El Uno (río), Cuencas del río Higuamo.
- Zona campestre ubicada en el batey Pajarito.
- Los cañaverales de los diferentes bateyes.
- Centro Histórico Ron Barceló.